# Wimperwesp
De wimperwesp (Entomognathus brevis) is een vliesvleugelig insect uit de familie van de graafwespen (Crabronidae). De wetenschappelijke naam van de soort is voor het eerst geldig gepubliceerd in 1829 door Vander Linden.